# Powiat pruszkowski

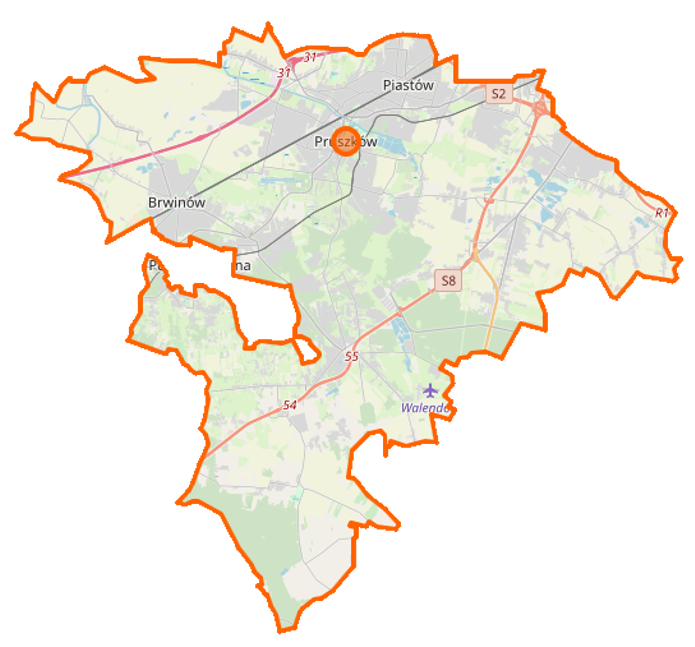
Mapa powiatu

Powiat pruszkowski – powiat w Polsce, w zachodniej części województwa mazowieckiego, utworzony w 1999 roku w ramach reformy administracyjnej. Jego siedzibą jest miasto Pruszków. Jest to najmniejszy powiat ziemski w województwie i najgęściej zaludniony powiat w Polsce (w 2020 – 673,6 os/km²).
Według danych z 31 grudnia 2019 roku powiat zamieszkiwało 165 912 osób. Natomiast według danych z 30 czerwca 2020 roku powiat zamieszkiwało 166 436 osób.

## Gminy i miasta
W skład powiatu wchodzą:
- gminy miejskie: Piastów, Pruszków
- gminy miejsko-wiejskie: Brwinów
- gminy wiejskie: Michałowice, Nadarzyn, Raszyn
- miasta: Piastów, Pruszków, Brwinów.

## Demografia

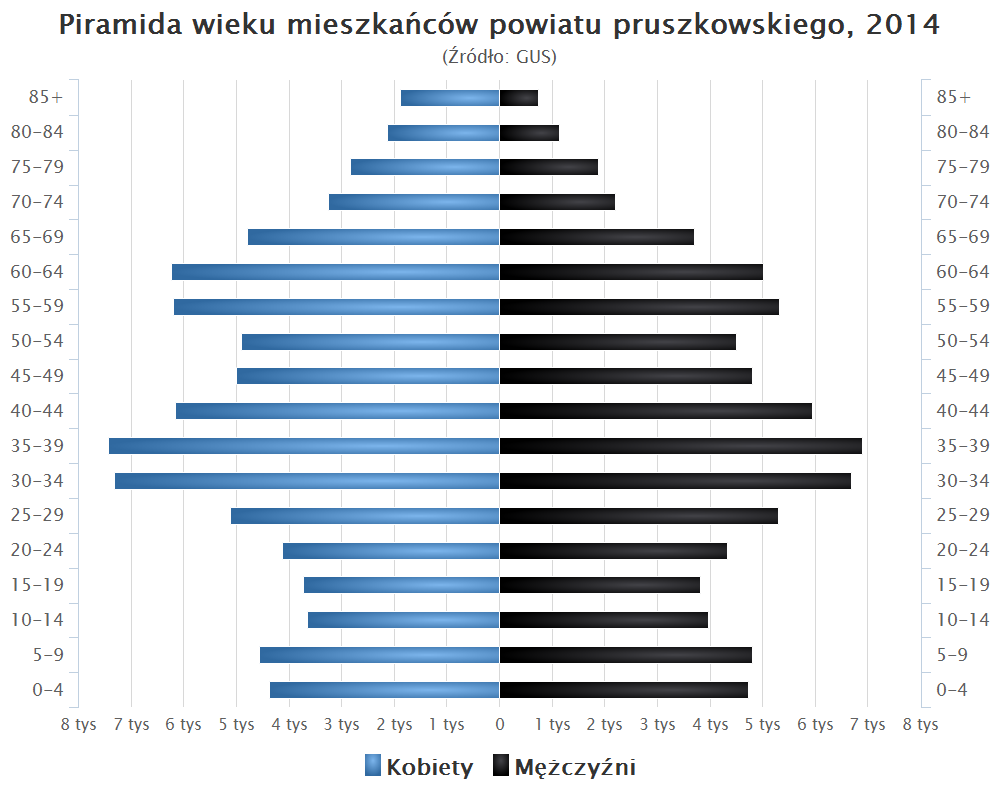
Piramida wieku mieszkańców powiatu pruszkowskiego w 2014 roku

Liczba ludności (dane z 30 czerwca 2005):
|        | Ogółem  | Ogółem | Kobiety | Kobiety | Mężczyźni | Mężczyźni |
| osób   | %       | osób   | %       | osób    | %         |           |
| ------ | ------- | ------ | ------- | ------- | --------- | --------- |
| Ogółem | 144 418 | 100    | 76 023  | 52,64   | 68 395    | 47,36     |
| Miasto | 90 189  | 62,45  | 47 931  | 33,19   | 42 258    | 29,26     |
| Wieś   | 54 229  | 37,55  | 28 092  | 19,45   | 26 137    | 18,10     |

▶Wieś vs ▶miasto
Ogółem (▶k, ▶m)
Miasto (▶k, ▶m)
Wieś (▶k, ▶m)

## Historia

### 1952–1954
Powiat pruszkowski powstał 1 lipca 1952 z części zniesionego powiatu warszawskiego oraz z części powiatu grodziskomazowieckiego. Siedziba powiatu, miasto Pruszków, nie wchodziła w skład powiatu, stanowiąc od 14 kwietnia 1951 odrębny powiat grodzki. W skład powiatu weszły:
- Ze zniesionego powiatu warszawskiego:
  - zniesiona gmina Blizne, którą podzielono:
    - 10 z 17 jednostek weszło w skład nowo utworzonej gminy Babice Stare w powiecie pruszkowskim (gromady Babice Nowe, Babice Stare, Blizne Jasińskiego, Blizne Łaszczyńskiego, Janów, Kwirynów, Latchorzew, Lubiczów, Szeligi i Zielonki-Parcela),
    - 4 z 17 jednostek włączono do gmina Ożarów (gromady Bronisze, Jawczyce, Macierzysz i Piotrkówek Wielki),
    - 2 z 17 jednostek zniesiono, wchodząc w skład nowo utworzonego miasta Czechowice w powiecie pruszkowskim (gromady Gołąbki i Grabkowo),
    - 1 z 17 jednostek weszło w skład nowo utworzonej gminy Izabelin w powiecie pruszkowskim (gromada Klaudyn);

  - gmina Ożarów, którą podzielono:
    - 13 z 24 jednostek pozostało przy gminie Ożarów (gromady Bąki, Duchnice, Kaputy-Kręczki, Koczargi, Konotopa, Koprki, Ołtarzew, Ołtarzew-Kolonia, Ożarów, Ożarów-Franciszków, Ożarów-Parcele, Piotrkówek, Umiastów i Wieruchów),
    - 6 z 24 jednostek włączono do gminy Zaborów (gromady Borzęcin Duży, Borzęcin Mały, Topolin, Wojcieszyn, Wierzbin i Zalesie),
    - 3 z 24 jednostek weszły w skład nowo utworzonej gminy Izabelin w powiecie pruszkowskim (gromady Izabelin A, Koczargi Stare i Stanisławów),
    - 2 z 24 jednostek weszło w skład nowo utworzonej gminy Babice Stare w powiecie pruszkowskim (gromady Koczargi Nowe i Zielonki);

  - zniesiona gmina Piastów (gromady Piastów Północ i Piastów Południe), z której utworzono nowe miasto Piastów w powiecie pruszkowskim;
  - zniesiona gmina Skorosze, którą podzielono:
    - 9 z 12 jednostek weszło w skład nowo utworzonej gminy Michałowice w powiecie pruszkowskim (gromady Grocholice Nowe, Karolin, Michałowice Osiedle, Michałowice Wieś, Opacz-Kolonia, Opacz Mała, Ostoja Pęcicka, Reguły i Pęcice bez osiedla Chlebów[11]),
    - 3 z 12 jednostek zniesiono, wchodząc w skład nowo utworzonego miasta Czechowice (gromady (Czechowice, Skorosze, Szamoty),
    - osiedle Chlebów z gromady Pęcice włączono do gromady Komorów w gminie Helenów w powiecie grodziskomazowieckim, którą włączono do powiatu pruszkowskiego;

  - gmina Zaborów, którą podzielono:
    - 10 z 15 jednostek pozostało przy gminie Zaborów (gromady Buda, Feliksów, Ławy, Mariew, Wąsy, Wiktorów, Wólka, Wyględy, Zaborów i Zaborówek),
    - 5 z 15 jednostek weszło w skład nowo utworzonej gminy Izabelin w powiecie pruszkowskim (gromady Hornówek, Izabelin B, Lipków, Sieraków i Truskaw),
    - ponadto do gminy Zaborów włączono 6 gromad z gminy Ożarów (gromady Borzęcin Duży, Borzęcin Mały, Topolin, Wojcieszyn, Wierzbin i Zalesie);

  - część obszaru gminy Łomianki, którą podzielono:
    - 2 z 10 jednostek włączono do nowo utworzonej gminy Izabelin w powiecie pruszkowskim (gromady Laski i Mościska),
    - 8 z 10 jednostek pozostało przy gminie Łomianki i przez to weszło w skład nowo utworznego powiatu nowodworskiego (gromady Buraków, Dąbrowa, Kępa Kiełpińska, Kiełpin, Kiełpin Poduchowny, Łomianki, Łomianki Dolne i Łomianki Górne).

- Z powiatu grodziskomazowieckiego:
  - miasto Błonie;
  - miasto Brwinów;
  - miasto Milanówek,
    - ponadto do Milanówka włączono zniesione gromady Nowa Wieś i Polesie ze zniesionej gminy Młochów,
    - ponadto do Milanówka włączono osiedle Parcele Milanówek z gminy Grodzisk;

  - gmina Helenów, którą podzielono:
    - 21 z 22 jednostek pozostało przy gminie Helenów (gromady Biskupice, Czubin, Domaniew, Domaniewek, Falęcin, Gąsin, Granica, Grudów, Kanie, Komorów, Komorów-Wille, Koszajec, Kotowice, Krosna, Milęcin, Moszna, Nowa Wieś, Nowa Wieś-Parcela, Otrębusy, Parzniew i Strzeniówka),
    - 1 z 22 jednostek weszła w skład nowo utworzonej gminy Michałowice w powiecie pruszkowskim (gromada Sokołów),
    - ponadto do gminy Helenów (do gromady Komorów) włączono część obszaru zniesionej gminy Skorosze ze zniesionego powiatu warszawskiego: część gromady Pęcice stanowiącą osiedle Chlebów),

  - zniesiona gmina Młochów, którą podzielono:
    - 11 z 33 jednostek weszło w skład nowo utworzonej gminy Nadarzyn w powiecie pruszkowskim (gromady Kajetany, Młochów, Nadarzyn, Rozalin, Rusiec, Siestrzeń, Stara Wieś, Terenia, Urzut, Walendów i Wolica),
    - 2 z 33 jednostek włączono do gminy Podkowa Leśna (gromady Owczarnia i Żółwin),
    - 2 z 33 jednostek zniesiono i włączono do miasta Milanówek (gromady Nowa Wieś i Polesie),
    - 15 z 33 jednostek weszło w skład nowo utworzonej gminyę Mroków w nowo utworzonym powiecie piaseczyńskim,
    - 3 z 33 jednostek włączono do gminy Grodzisk, która została w powiecie grodziskomazowieckim (gromady Książenice, Marynin i Władysławów);

  - gmina Pass, którą podzielono:
    - 26 z 36 jednostek pozostało przy gminie Pass (gromady Bieniewice, Bieniewo, Bieniewo parc., Boża Wola, Bramki Ludne, Bramki Ukazowe, Bronisławów, Brzezinki, Cholewy, Dębówka, Faszyce Nowe, Faszyce Stare, Gawartowa Wola, Górna Wieś, Konstantów, Łuszczewek Nowy, Łuszczewek Stary, Nowa Górna, Nowa Wieś, Osiek, Piorunów, Radonice, Rochaliki, Wawrzyszew, Wola Łuszczewska i Żaby),
    - 8 z 36 jednostek włączono do gminy Kaski, która została w powiecie grodziskomazowieckim (gromady Basin, Cegłów, Gole, Izdebno Kościelne, Izdebno Nowe, Karolina, Murowaniec i Zabłotnia),
    - 2 z 36 jednostek włączono do gminy Szymanów w powiecie sochaczewskim (gromady Stelmachowo i Trzciniec);

  - gmina Podkowa Leśna (gromady Podkowa Leśna i Letnisko Młochówek),
    - ponadto do gminy Podkowa Leśna włączono gromady Owczarnia i Żółwin ze zniesionej gminy Młochów;

  - gmina Radzików (bez zmian):
    - 32 z 32 jednostek (gromady Białutki-Parcele, Białuty, Czarnów, Czarnów Towarzystwo, Grądki, Grądy, Kępiaste, Kopytów, Leszno, Łaźniew, Łaźniewek, Łubiec, Michałówek, Myszczyn, Orły, Pilszaków, Plewniak, Płochocin, Podrochale, Pogroszew, Pogroszew-Kolonia, Powązki, Radzików, Rokitno, Szadkówek, Szymanówek, Święcice, Walentów, Wilkowa Wieś, Wilków, Witki i Wolskie).

8 maja 1954 nazwę miasta Czechowice zmieniono na Ursus.
5 października 1954, w przeddzień reformy administracyjnej kraju, wprowadzono kilka zmian granic powiatu:
- do miasta Błonia włączono główną cześć zniesionej gromady Osiek (z gminy Pass),
- do miasta Milanówka włączono główną cześć zniesionej gromady Grudów (z gminy Helenów) w powiecie pruszkowskim oraz zniesione gromady Milanówek-Kolonia i Milanówek-Wieś oraz wschodnią część gromady Chrzanów Mały (wszystkie z gminy Grodzisk) z powiatu grodziskomazowieckiego,
- od powiatu pruszkowskiego odłączono gromady Bąki (z gminy Ożarów), Gąsin, Nowa Wieś-Parcela (obie z gminy Helenów) i Ostoja Pęcicka (z gminy Michałowice), które zniesiono i włączono do miasta Pruszkowa, stanowiącego powiat grodzki,
- od powiatu pruszkowskiego odłączono gromady Boża Wola, Bronisławów, Żaby (wszystkie z gminy Pass) i Siestrzeń (z gminy Nadarzyn), i włączono je do powiatu grodziskomazowieckiego,
- od powiatu pruszkowskiego odłączono gromady Nowe Grocholice (z gminy Michałowice) i Wolica (z gminy Nadarzyn), i włączono je do powiatu piaseczyńskiego,
- do powiatu pruszkowskiego z powiatu piaseczyńskiego włączono gromady Krakowiany i Wola Krakowiańska (z gminy Mroków),
- do powiatu pruszkowskiego z powiatu nowodworskiego włączono gromady Grabina, Roztoka i Korfowe (z gminy Kampinos).

### 1954–1972
Jesienią 1954 w Polsce zniesiono gminy zbiorowe, a wich miejsce utworzono gromady. W powiecie pruszkowskim utworzono następujące gromady (w nawiasach podano okres funkcjonowania): Babice Stare / Stare Babice (1954–72), Bieniewice (1954–68), Błonie (1954–72), Borzęcin Duży (1954–61), Brwinów (1954–72), Czarnów (1954–61), Izabelin (1954–72), Koczargi Nowe (1954–59), Komorów (1954–72), Laski (1954–59), Leszno (1954–72), Łubiec (1954–59), Macierzysz (1954–59), Młochów (1954–59), Moszna (1954–59), Nadarzyn (1954–72), Nowa Wieś (1954–62), Ołtarzew (1954–61), Opacz (1954–72), Otrębusy (1954–61), Ożarów (1954–72), Ożarów Franciszków (1954–56), Piorunów (1954–68), Podkowa Leśna (1954–56), Stara Wieś (1954–57), Święcice (1954–72), Zaborów (1954–72) i Żółwin (1954–68).
Z czasem liczba gromad stopniowo malała (vide powyżej); powstała także nowa gromada Otrębusy (1962–72).
1 stycznia 1957 gromady Ożarów-Franciszków i Podkowa Leśna otrzymały status osiedli.
1 stycznia 1958 do powiatu pruszkowskiego (do gromady Nadarzyn) przyłączono wieś Szamoty z powiatu piaseczyńskiego (z gromady Mroków).
1 stycznia 1959 do powiatu pruszkowskiego (do gromady Nadarzyn) przyłączono wieś Wolica z powiatu piaseczyńskiego (z gromady Janki).
31 grudnia 1959 z powiatu pruszkowskiego (z gromady Nadarzyn) wyłączono obszar Państwowego Gospodarstwa Rolnego Urszulin, włączając go do powiatu grodziskomazowieckiego (do znoszonej gromady Adamowizna).
31 grudnia 1961 dokonano kilku zmian granic powiatu:
- zewnętrznych[19]:
  - od powiatu pruszkowskiego odłączono miasto Milanówek, powiększone o część wsi Falęcin o nazwie Falęcin-Naddawki z gromady Brwinów, włączając je do powiatu grodziskomazowieckiego;
  - do powiatu pruszkowskiego (do gromady Nadarzyn) przyłączono wieś Parole z powiatu piaseczyńskiego (z gromady Mroków),
  - do powiatu pruszkowskiego (do miasta Piastów) przyłączono część powiatu grodzkiego Pruszków (miasta Pruszkowa) o powierzchni 30 ha,
  - od powiatu pruszkowskiego (od gromady Opacz) odłączono część wsi Pęcice (4 ha), włączajac ją do powiatu grodzkiego Pruszków (miasta Pruszkowa)[20];

- i wewnętrznych[21]:
  - część miasta Piastów (osiedle mieszkaniowe Gołąbki) włączono do miasta Ursus, po czym część osiedla Gołąbki (34 ha) wyłączono z Ursusa i włączono do gromady Ożarów.

1 stycznia 1967 osiedle Ożarów otrzymało status miasta, z równoczesną zmianą nazwy na Ożarów Mazowiecki.
31 grudnia 1968 osiedle Podkowa Leśna otrzymało status miasta.

### 1973–1975
1 stycznia 1973 zniesiono gromady, a w ich miejsce ponownie wprowadzono gminy zbiorowe. Powiat pruszkowski podzielono na:
- 6 miast – Błonie, Brwinów, Ożarów Mazowiecki, Piastów, Podkowa Leśna i Ursus;
- 7 gmin wiejskich – Błonie, Brwinów, Leszno, Michałowice, Nadarzyn, Ożarów Mazowiecki i Stare Babice[25].

W wyniku reformy administracyjnej 1 czerwca 1975 powiat pruszkowski zniesiono, a jego obszar wszedł w skład nowego województwa warszawskiego stołecznego.

### 1999–
Powiat pruszkowski, o znacznie zmienionym obszarze, przywrócono w województwie mazowieckim w wyniku reformy 1999.

## Władze
Przewodniczący Rady Powiatu:
- Jacek Szczygieł (1999–2002)
- Maria Kwasiborska-Sybilska (2002–2008)
- Tomasz Osiński (2009–2010)
- Urszula Wojciechowska (2010–2014)
- Maksym Gołoś (2014–2015)
- Maria Makowska (2015–2018)
- Stanisław Dymura (2018–2021)
- Rafał Sieradzki (od 2021)

Starostowie:
- Zdzisław Sipiera (1999–2002)
- Elżbieta Smolińska (2002–2014)
- Zdzisław Sipiera (2014–2015)
- Maksym Gołoś (2015–2018)
- Krzysztof Rymuza (2018-2024)
- Adrian Ejssymont (od 2024)[26]

## Sąsiednie powiaty
- Warszawa (miasto na prawach powiatu)
- powiat warszawski zachodni
- powiat piaseczyński
- powiat grodziski